# Hockey Club Junior Milano Vipers
Pour les articles homonymes, voir HCJ.
Le Hockey Club Junior Milano Vipers est un club de hockey sur glace de Milan en Italie qui a existé de 1998 à 2008.

## Historique

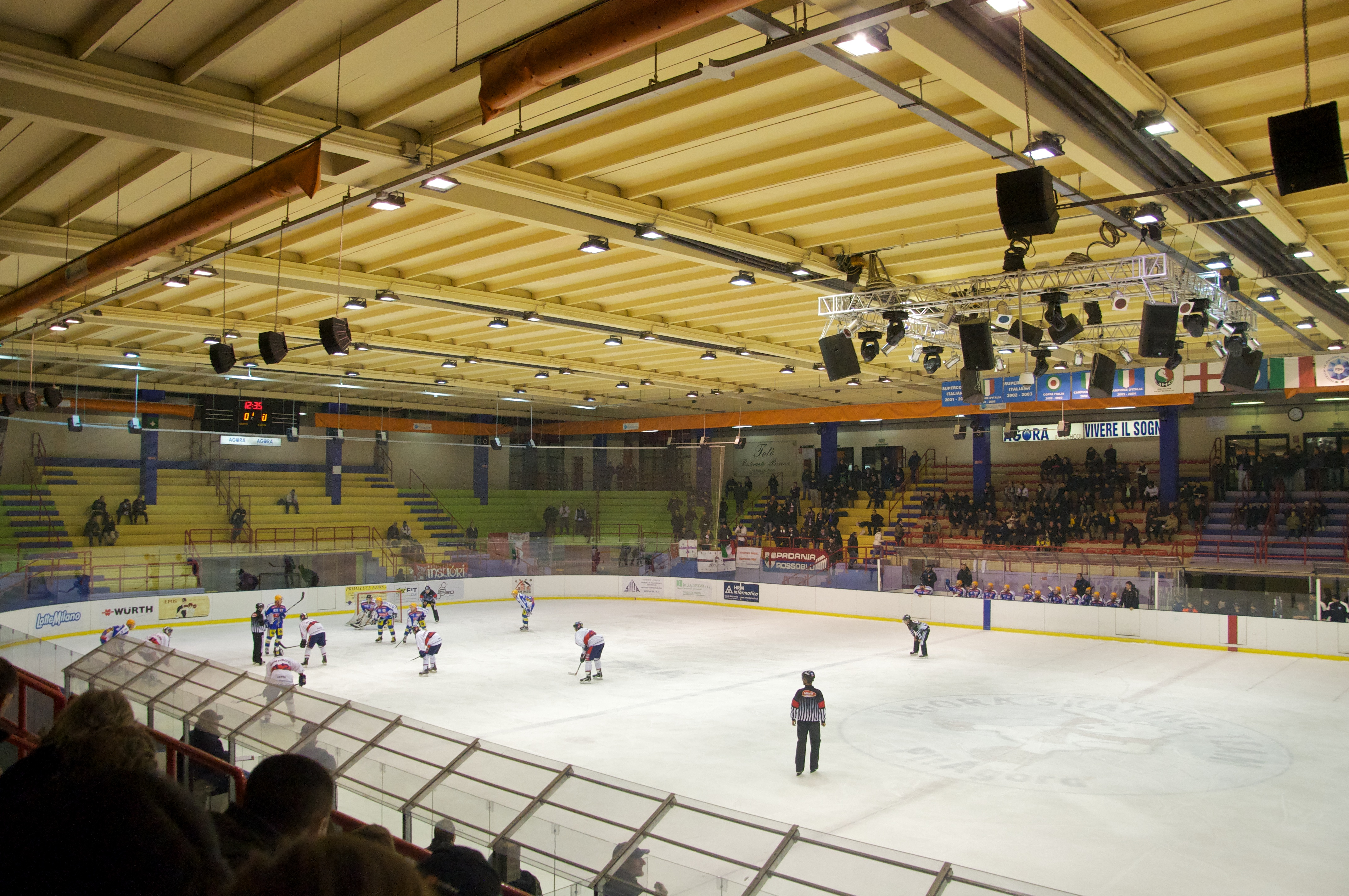
PalaAgorà

Le club est créé en 1998 sous le nom de SG Saima Cortina-Milano.
Pour la saison 1999-2000, il s'engage dans le Championnat de France Élite sous le nom de Hockey Club Junior Milano pour remplacer le club des Brûleurs de Loups de Grenoble exclu du championnat avec cinq joueurs français : Jean-François Bonnard, Martin Roh(passeport français), Benoît Bachelet, Patrice Fleutot, et Emmanuel Giusti.
Cependant l'équipe est exclue de la compétition, à l'initiative du ministère de la Jeunesse et des Sports mais le calendrier étant déjà établi, il est décidé que tous les matchs seraient joués régulièrement avec comme enjeu un trophée appelé le Tournoi franco-italien.

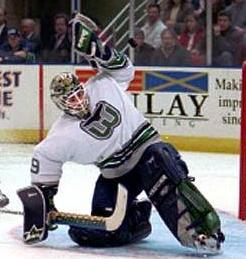
Jason Muzzatti (2001-2004).

À partir de 2000, il rejoue en Serie A, l'élite italienne sous le nom de Hockey Club Junior Milano Vipers, et le club remporte alors consécutivement cinq Championnat d'Italie en 2002, 2003, 2004, 2005 et 2006, trois Coupe d'Italie en 2003, 2005 et 2006 et également trois Supercoupe d'Italie en 2002, 2002 et 2006.
En 2008, il cesse ses activités. Le Hockey Milano Rossoblu est alors créé et s'engage en Serie A2.

## Palmarès
- Vainqueur du Championnat d'Italie en 2002, 2003, 2004, 2005 et 2006.
- Vainqueur de la Coupe d'Italie en 2003, 2005 et 2006.
- Vainqueur de la Supercoupe d'Italie en 2002, 2002 et 2006.